# نجف‌لر
نجف‌لر ( ترکی آذربایجانی: Nəcəflər) یک منطقهٔ مسکونی در جمهوری آرتساخ است که در استان کاشاتاق واقع شده‌است.